# Allium filidentiforme
Allium filidentiforme — вид рослин з родини амарилісових (Amaryllidaceae); поширений в Узбекистані й Киргизстані.

## Опис
Рослина заввишки 20–60 см. Квітки зеленувато-блакитні. Час цвітіння: травень — червень.

## Поширення
Поширений в Узбекистані й Киргизстані.